# Qamışoba
Qamışoba,Qamışovka, è un comune dell'Azerbaigian situato nel distretto di Astara.